# Хрисостомос Хрисомалидис
Хрисостомос Хрисомалидис, известен като Пападракос (на гръцки: Χρυσόστομος Χρυσομαλλίδης, Παπαδράκος), e гръцки духовник и революционер, деец на гръцката въоръжена пропаганда в Македония от началото на XX век.

## Биография
Хрисостомос Хрисомалидис е роден в 1872 година в тракийското градче Ираклия, Османската империя. Учи в гръцкото училище Зарифио в Пловдив. Става хайдутин в Тракия.
По-късно следва в Халкинската семинария при Германос Каравангелис. В 1897 година е доброволец в Гръцко-турската война.
В 1904 година се включва в организираната от Каравангелис съпротива срещу четите на ВМОРО в Югоизточна Македония. Сподвижник е на Георгиос Макрис. В Македония влиза на 13 ноември 1904 година в чета заедно с Георгиос Цондос и Алексис Караливанос. Елиминират войводата Костандо Живков на 4 декември 1904 година в Либешево. По-късно действа и с Павлос Гипарис.
След като напуска Македония се жени и създава семейство. Става свещеник на първо гробище в Атина. При избухването на Балканската война в 1912 година е отново доброволец и служи като свещеник в Гръцката армия. Снимките му са правени след активната революционна дейност.
- Пападракос благославя войник преди Балканската война
- Пападракос със семейството си
- Пападракос
- Капитаните Леонидас, Пападракос и Перистера